# إروين هوفمان
إروين هوفمان (بالإنجليزية: Irwin Hoffman)‏ هو موزع أمريكي، ولد في 26 نوفمبر 1924 في نيويورك في الولايات المتحدة، وتوفي في 19 مارس 2018 في كوستاريكا.

## وصلات خارجية
- إروين هوفمان على موقع ميوزك برينز (الإنجليزية)
- إروين هوفمان على موقع ديسكوغز (الإنجليزية)